# Municipio de Patten
El municipio de Patten (en inglés: Patten Township) es un municipio ubicado en el condado de Aurora en el estado estadounidense de Dakota del Sur. En el año 2010 tenía una población de 37 habitantes y una densidad poblacional de 0,4 personas por km².

## Geografía
El municipio de Patten se encuentra ubicado en las coordenadas 43°53′1″N 98°44′26″O / 43.88361, -98.74056. Según la Oficina del Censo de los Estados Unidos, el municipio tiene una superficie total de 92.34 km², de la cual 92,16 km² corresponden a tierra firme y (0,19 %) 0,18 km² es agua.

## Demografía
Según el censo de 2010, había 37 personas residiendo en el municipio de Patten. La densidad de población era de 0,4 hab./km². De los 37 habitantes, el municipio de Patten estaba compuesto por el 86,49 % blancos, el 10,81 % eran amerindios y el 2,7 % eran de una mezcla de razas. Del total de la población el 0 % eran hispanos o latinos de cualquier raza.